# Neuratelia eminens
Neuratelia eminens är en tvåvingeart som beskrevs av Oskar Augustus Johannsen 1912. Neuratelia eminens ingår i släktet Neuratelia och familjen svampmyggor.
Artens utbredningsområde är Idaho. Inga underarter finns listade i Catalogue of Life.